# Blok M

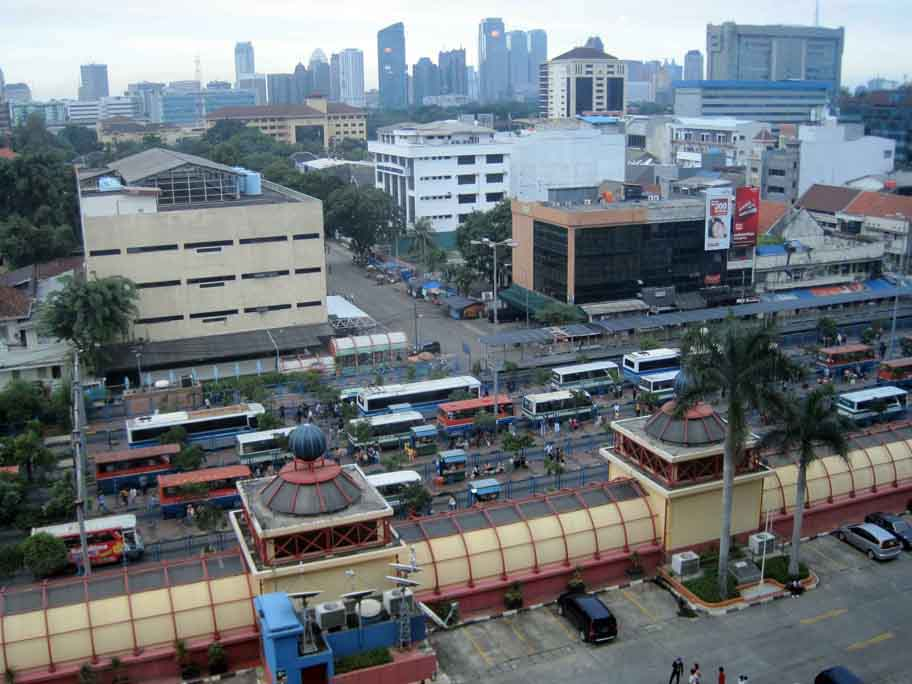
Blok M, met op de voorgrond het busstation.

Blok M is een zakenwijk met veel winkels gelegen in Kebayoran Baru, Zuid-Jakarta, Indonesië. Het loopt ten oosten van Jalan Iskandarsyah tot Jalan Bulungan in het westen, Jalan Falatehan in het noorden tot Jalan Melawai in het zuiden. De ontwikkeling is achtergebleven en is minder modern vergeleken met de ontwikkelingen in de buurt van Kota. Er staan staan relatief veel gebouwen leeg. Het gebied wordt wel elke dag druk, en nog meer 's nachts. Een groot deel van de populariteit van de wijk is te danken aan de lage prijzen van goederen (die vaak laag zijn door de relatief goedkope locatie voor winkels en voor leveranciers), het nachtleven, en de toegankelijkheid van het centrum. Verder bevindt zich in Blok M een van de grootste busstations in Jakarta.
In Blok M bevinden zich diverse grote winkelcentra waaronder Blok M Plaza en Blok M Square.